# روزکو اسپکمن
روزکو اسپکمن (انگلیسی: Rosko Specman؛ زادهٔ ۲۸ آوریل ۱۹۸۹) بازیکن راگبی ۱۵ نفره اهل آفریقای جنوبی است.
وی در مسابقات کشوری و بین‌المللی در مجموع برندهٔ ۲ مدال برنز شده‌است.